# Jinsha, Anhui
Jinsha är en köping i östra Kina. Den ligger i Jixi härad i staden Xuancheng i provinsen Anhui, omkring 230 kilometer sydost om provinshuvudstaden Hefei. Antalet invånare är 7 060. Befolkningen består av 3 387 kvinnor och 3 673 män. Barn under 15 år utgör 10,0 %, vuxna 15-64 år 76 %, och äldre över 65 år 12,0 %.